# Arlette Halff
Arlette Halff, née Arlette Neufeld le 16 avril 1908 à Paris, morte le 1er juin 2007 à Neuilly-sur-Seine, est une joueuse de tennis française de l'entre-deux-guerres.
Elle a notamment été finaliste en double dames à Roland-Garros en 1938 aux côtés de Nelly Adamson Landry. 
Épouse de Maurice Halff, ils sont persécutés du fait de leurs origines juives sous le Troisième Reich. Ils échappent miraculeusement à une arrestation : le commandant de la patrouille Gestapo est Heinrich Kleinschroth, lui même excellent joueur de tennis, qui leur donne deux heures pour s'enfuir.

## Palmarès (partiel)

### Finale en double dames
| No | Date       | Nom et lieu du tournoi         | Catégorie | Surface      | Vainqueures                  | Partenaire    | Score    |          |
| -- | ---------- | ------------------------------ | --------- | ------------ | ---------------------------- | ------------- | -------- | -------- |
| 1  | 02-06-1938 | Internationaux de France Paris | G. Chelem | Terre (ext.) | Simonne Mathieu Billie Yorke | Nelly Adamson | 6-3, 6-3 | Parcours |

## Parcours en Grand Chelem (partiel)
Si l’expression « Grand Chelem » désigne classiquement les quatre tournois les plus importants de l’histoire du tennis, elle n'est utilisée pour la première fois qu'en 1933, et n'acquiert la plénitude de son sens que peu à peu à partir des années 1950.

### En simple dames
| Année | Championnat d'Australie | Championnat d'Australie | Internationaux de France | Internationaux de France | Wimbledon     | Wimbledon    | US National | US National |
| ----- | ----------------------- | ----------------------- | ------------------------ | ------------------------ | ------------- | ------------ | ----------- | ----------- |
| 1938  | -                       | -                       | 1/2 finale               | Simonne Mathieu          | -             | -            | -           | -           |
| 1939  | -                       | -                       | 1/4 de finale            | J. Jędrzejowska          | 4e tour (1/8) | Alice Marble | -           | -           |
| 1948  | -                       | -                       | 3e tour (1/8)            | Patricia Canning         | -             | -            | -           | -           |
| 1949  | -                       | -                       | 2e tour (1/16)           | Joy Gannon               | -             | -            | -           | -           |
| 1950  | -                       | -                       | 2e tour (1/16)           | Joan Curry               | -             | -            | -           | -           |
| 1953  | -                       | -                       | 1er tour (1/32)          | Nelly Adamson            | -             | -            | -           | -           |

À droite du résultat, l’ultime adversaire.

### En double dames
| Année | Championnat d'Australie | Championnat d'Australie | Internationaux de France   | Internationaux de France  | Wimbledon | Wimbledon | US National | US National |
| ----- | ----------------------- | ----------------------- | -------------------------- | ------------------------- | --------- | --------- | ----------- | ----------- |
| 1937  | -                       | -                       | 1er tour (1/16) J. Horner  | Madzy Rollin T. Terwindt  | -         | -         | -           | -           |
| 1938  | -                       | -                       | Finale Nelly Adamson       | S. Mathieu Billie Yorke   | -         | -         | -           | -           |
| 1939  | -                       | -                       | 1/4 de finale Madzy Rollin | Jędrzejowska S. Mathieu   | -         | -         | -           | -           |
| 1948  | -                       | -                       | 1/4 de finale A. Seghers   | H. Doleschell Z. Körmöczy | -         | -         | -           | -           |
| 1949  | -                       | -                       | 1er tour (1/16) A. Seghers | L. Manfredi N. Migliori   | -         | -         | -           | -           |
| 1950  | -                       | -                       | 1/2 finale A. Seghers      | Louise Brough M. Osborne  | -         | -         | -           | -           |
| 1952  | -                       | -                       | 1/2 finale A. Seghers      | Shirley Fry Doris Hart    | -         | -         | -           | -           |
| 1953  | -                       | -                       | 2e tour (1/8) J. Patorni   | H. Fletcher Jean Quertier | -         | -         | -           | -           |
| 1954  | -                       | -                       | 1er tour (1/16) A. Seghers | V. Rigollet B. Watson     | -         | -         | -           | -           |

Sous le résultat, la partenaire ; à droite, l’ultime équipe adverse.

### En double mixte
| Année | Championnat d'Australie | Championnat d'Australie | Internationaux de France   | Internationaux de France   | Wimbledon | Wimbledon | US National | US National |
| ----- | ----------------------- | ----------------------- | -------------------------- | -------------------------- | --------- | --------- | ----------- | ----------- |
| 1952  | -                       | -                       | 2e tour (1/16) G. Glasser  | Dorothy Head Grant Golden  | -         | -         | -           | -           |
| 1953  | -                       | -                       | 1er tour (1/32) G. Glasser | J. Kermina W. Skonecki     | -         | -         | -           | -           |
| 1956  | -                       | -                       | 1/4 de finale J. Brugnon   | Pilar Barril Andrés Gimeno | -         | -         | -           | -           |
| 1957  | -                       | -                       | 3e tour (1/8) J. Brugnon   | G. Bucaille W. Woodcock    | -         | -         | -           | -           |
| 1958  | -                       | -                       | 2e tour (1/16) J. Brugnon  | Heather Segal Abe Segal    | -         | -         | -           | -           |
| 1959  | -                       | -                       | 1er tour (1/16) J. Brugnon | M. Bouchet Jean Borotra    | -         | -         | -           | -           |
| 1960  | -                       | -                       | 1er tour (1/32) J. Brugnon | F. Repoux S. Likhachev     | -         | -         | -           | -           |
| 1963  | -                       | -                       | 1er tour (1/32) J. Brugnon | C. Spinoza J. Barclay      | -         | -         | -           | -           |

Sous le résultat, le partenaire ; à droite, l’ultime équipe adverse.